# Taira Sonoda
Taira Sonoda (jap. 園田平 Sonoda Taira; ur. 27 listopada 1995) – japoński zapaśnik walczący w stylu wolnym. Trzeci w Pucharze Świata w 2018. Drugi na akademickich MŚ w 2018 roku.